# Операція «Voicer»
Операція «Voicer», поліцейське розслідування серйозних сексуальних злочинів проти дітей дошкільного віку та немовлят по всій Англії, розпочате у 2014 році. Злочинці слідкували за сім'ями жертв, в деяких випадках ще до народження дітей. До вересня 2015 року 7 правопорушників ув'язнені, затримано 28 подальших підозрюваних, виявлено 3 потерпілих, 33 дітей охороняли. 10 злочинців отримали значні тюремні вироки.

## Розслідування
У вересні 2014 року Адам Томс набрав номер 999 в збудженому стані, зробивши дзвінок, який змусив владу побоюватися за його добробут. Коли поліція відвідала його будинок, він визнав сексуальне насильство щодо жертви, якій на той час було 5 років, та був заарештований. Це спонукало до запуску операції «Voicer», розслідування, яке проводило Національне агентство з питань злочинності Великої Британії (NCA) та за участю 7 місцевих поліцейських відділків.
До вересня 2015 року 7 правопорушників, включаючи тренера молодіжної збірної з футболу, були ув'язнені, ще 28 підозрюваних були заарештовані, серед них 4 викладачі та 2 представники благодійних зборів. 33 дітей охороняли, трьох жертв було виявлено, вважалося, що жертв може бути більше. Заступник директора з розслідувань NCA Грехам Гарднер заявив, що 4 ув'язнених «демонстрували рішучу безжалісність», виявивши «вразливих дітей та немовлят, які не змогли захистити себе». Експерт NCA Ендрю Квін заявив, що напади були «найгіршим, що ви могли собі уявити». Більше 200 «справ» було надано правоохоронним органам в інших країнах. Гарднер заявив, що в мережі «є щупальця, які захоплюють світ», і «це національне розслідування перейшло до міжнародного».
Ще 3 правопорушники у Великій Британії потрапили до в'язниці у травні 2017 року , грудні 2018 та квітні 2019 року.
Декілька «зразкових» поліцейських були нагороджені суддівськими похвалами судді Джуліана Ламберта.

## Злочини
Злочинці знущалися над немовлятами після отримання доступу до них шляхом догляду за ними няньками. Вони спостерігали та заохочували один одного в Інтернеті та передавали кадри зґвалтувань педофілам у всьому світі. Два учасники були ВІЛ-позитивними. До 2015 року було виявлено трьох постраждалих, і слідчі вважали, що їх більше..
Однією з відомих постраждалих стала дитина, батьків якої подружив Робін Голлісон з Лутона в Бедфордширі, який раніше притягувався за сексуальне насилля. Поки Голлісон працював нянею, він неодноразово ґвалтував дитину, починаючи з грудня 2013 року. У травні 2014 року банда Голлісона, Адам Томс та Метью Стансфілд зґвалтувала дитину та розповсюдила кадри в Інтернеті.
У квітні 2014 року Адам Томс накачав наркотиками та зґвалтував хлопчика віком 4-х років, потім передав його іншим членам банди, включаючи Крістофера Найта, та розповсюдив знімки знущань в Інтернеті. Деякі злочинці проїхали чималий шлях, щоб познущатися над ним.
У липні 2013 року Девід Гарслі, працівник лікарні в Йоркширі, та його подільник, який раніше притягувався за сексуальні злочини, ґвалтували 4-річного хлопчика та знімали це все в ефірі для Меттью Ліска та Джона Денхема, які спостерігали за цим віддалено з готелю біля аеропорту Хітроу.
Ще один нападник, пов'язаний із бандою, що здійснював сексуальне онлайн-спілкування з хлопчиком 14 років, напав на 12-річного хлопця та знущався над 8-річним хлопчиком.
Джон Браун з НСПКС заявив, що злочини мали тяжкість та масштабність, які були «важкими для розуміння здорової людини», та можуть мати довічні наслідки, оскільки «травма може проявитися в наступні роки». Сім'я дитини, яку зґвалтували, визнала злочини «дуже травматичними та страшними».

## Покарання
11 вересня 2015 року 7 чоловіків потрапили до в'язниці за «найжахливіші знущання над дитиною та зовсім маленькими дітьми». 6 із них також були додані до реєстру сексуальних злочинців довічно. Суддя Джуліан Ламбер визнав злочинців «чудовиськами поза раціональним розумінням» і заявив, що їх «надзвичайно шокуючі» злочини «у багатьох викликали сльози та зробили інших психічно хворими». Він сказав семи чоловікам: «У найгіршому кошмарі, із самих глибоких западин розуму, у найтемнішу годину ночі, мало хто може уявити собі жахливу розпусту, яку ви тримаєте в собі».
Ще 3 кривдників, пов'язаних із бандою, були ув'язнені у травні 2017, грудні 2018 та квітні 2019 року.
| Злочинець                                      | Злочин(и) | Покарання            |
| ---------------------------------------------- | --- | -------------------- |
| Робін Голлісон («Робін Фаллік», «Джеймс Кінг») | Зґвалтування дитини, замислювання зґвалтування (три пункти), сексуальне насильство над дитиною, молодшою 13 років, володіння непристойними фотографіями дітей.                                                               | 24 роки              |
| Крістофер Найт                                 | Зґвалтування дитини, замислювання зґвалтування дітей, молодших 13 років, сексуальне насильство над дитиною молодше 13 років (дві справи), викрадення, обмін та володіння дитячою порнографією.                               | 18 років             |
| Адам Томс                                      | Зґвалтування дитини. | 12 років             |
| Метью Стансфілд                                | Замислювання зґвалтування дитини менше 13 років, розповсюдження дитячої порнографії. | 10 years             |
| Джон Денхем («Бенджамін Харроп»)               | Підготовка сексуального нападу на неповнолітніх до 13 років, вчинення сексуальних дій в присутності дитини, правопорушення щодо дитячої порнографії.                                                                         | 8 років              |
| Метью Ліск                                     | Залучення до сексуального насильства над дитиною молодше 13 років. | 4 роки               |
| Девід Гарслі                                   | Сексуальна активність поруч з хлопчиком у віці 4 років. | 2 роки               |
| Девід Реган                                    | Створення та розповсюдження непристойних фотографій дітей, володіння екстремальними зображеннями та кадрами щодо сексуального насильства над дітьми, продаж та володіння наркотиками класу А, володіння наркотиками класу В. | 5 років та 9 місяців |
| Метью Лоу                                      | Підготовка до зґвалтування дитини. | 15 років             |
| Марк Гетч                                      | Заохочення до групового зґвалтування дитини, підбурювання дитини до участі в сексуальній активності, обмін непристойними фотографіями дітей.                                                                                 | 6 років та 8 місяців |

У січні 2016 року, через 4 місяці після вироку, Робін Голлісон скоїв самогубство.